# Acrolejeunea fertilis
Acrolejeunea fertilis là một loài Rêu trong họ Lejeuneaceae. Loài này được (Reinw., Blume & Nees) Spruce ex Stephani mô tả khoa học đầu tiên năm 1912.